# Miami (Oklahoma)
Miami es una ciudad ubicada en el condado de Ottawa en el estado estadounidense de Oklahoma. En el año 2010 tenía una población de 	13570 habitantes y una densidad poblacional de 	534,25 personas por km².

## Geografía
Miami se encuentra ubicada en las coordenadas 36°53′1″N 94°52′34″O / 36.88361, -94.87611 (36.883539, -94.876018).

## Demografía
Según la Oficina del Censo en 2000 los ingresos medios por hogar en la localidad eran de $25,832 y los ingresos medios por familia eran $30,821. Los hombres tenían unos ingresos medios de $24,273  frente a los $19,684 para las mujeres. La renta per cápita para la localidad era de $16,266. Alrededor del 18.5% de la población estaban por debajo del umbral de pobreza.